# Gastritis eosinofílica
La gastritis eosinofílica es una enfermedad inflamatoria crónica del estómago caracterizada por la infiltración de un número anormalmente elevado de células eosinófilas en la mucosa gástrica. Los eosinófilos son un tipo de glóbulo blanco que se acumula en los tejidos en respuesta a la inflamación. Cuando su acumulación es excesiva en el revestimiento del estómago, puede causar una variedad de síntomas y problemas digestivos. Aunque es una condición poco común, su diagnóstico ha aumentado en los últimos años debido a una mayor conciencia clínica y a avances en las técnicas de diagnóstico.

## Causas
Las causas exactas de la gastritis eosinofílica aún no se comprenden completamente, pero se cree que están relacionadas con reacciones alérgicas o hipersensibilidad alimentaria. Se ha observado una correlación entre la enfermedad y alergias alimentarias, así como con enfermedades autoinmunes. Sin embargo, se requieren más investigaciones para establecer vínculos causales definitivos.

## Síntomas
Los síntomas de la gastritis eosinofílica pueden variar ampliamente entre los individuos, pero los más comunes incluyen dolor abdominal, náuseas, vómitos, pérdida de peso involuntaria y dificultad para tragar. En casos graves, la inflamación crónica puede llevar a úlceras gástricas y estrechamiento del esófago.

## Anatomía patológica
En la gastritis eosinofílica, se observa un infiltrado de eosinófilos en la mucosa del estómago cuando se examina bajo un microscopio. Esto puede ir acompañado de cambios en la apariencia de las células epiteliales gástricas y en la arquitectura de la mucosa.

## Diagnóstico
El diagnóstico de la gastritis eosinofílica se basa en una combinación de hallazgos clínicos, endoscopia gastrointestinal y biopsias gástricas. Durante la endoscopia, se obtienen muestras de tejido para su análisis microscópico, lo que permite la identificación de la presencia de eosinófilos en cantidades anormales.

## Diagnóstico diferencial
Es importante distinguir la gastritis eosinofílica de otras condiciones gastrointestinales que pueden presentar síntomas similares, como la enfermedad de Crohn, la enfermedad celíaca y la enfermedad por reflujo gastroesofágico. El diagnóstico diferencial se realiza mediante la combinación de hallazgos clínicos, pruebas de laboratorio y endoscopia.